# Amin Bhatia
Amin Bhatia est un compositeur de musiques de films et un producteur britannique né le 10 juillet 1961 à Londres.

## Filmographie

### Compositeur
- 1987 : Turbulences (Storm)
- 1988 : Primo Baby
- 1988 : L'Aigle de fer 2 (Iron Eagle II) de Sidney J. Furie
- 1992 : Black Ice
- 1992 : Cafe Romeo
- 1993 : Péril au 80e parallèle (Ordeal in the Arctic) (TV)
- 1993 : Anything for Love (en)
- 1993 : A Stranger in the Mirror (TV)
- 1994 : Free Willy (série TV)
- 1995 : Shock Treatment (TV)
- 1995 : The Awakening (TV)
- 1996 : Coup de force (Gridlock) (TV)
- 1996 : Once a Thief (TV)
- 1999 : Gold Fever
- 1999 : Code Eternity (Code Name: Eternity) (série TV)
- 2001 : The Wandering Soul Murders (TV)
- 2001 : Instincts criminels (A Colder Kind of Death) (TV)
- 2001 : Frères de guerre (Going Back TV)
- 2002 : Jane Goodall's Wild Chimpanzees
- 2003 : Detention
- 2003 : Le roi, c'est moi (série TV)
- 2003 : Rescue Heroes: The Movie
- 2005 : Jambo Kenya
- 2005 : Recipe for a Perfect Christmas (TV)

### Producteur
- 2003 : Jane Goodall's Wild Chimpanzees: The Making of the Music (vidéo)